# 比宗
比宗（法語：Buzon，法語發音：[byzɔ̃]）是法国上比利牛斯省的一个市镇，位于该省西北部，属于塔布区。

## 地理
比宗（43°26'39"N, 0°8'33"E）面积4.4 平方千米，位于法国奧克西塔尼大區上比利牛斯省，该省份为法国西南部内陆省份，北至热尔省，西接大西洋比利牛斯省，南与西班牙接壤，东临上加龙省。
与比宗接壤的市镇（或旧市镇、城区）包括：圣瑞斯坦、贝卡、卡佐维勒孔塔勒、桑布埃斯、巴尔巴尚、蒙福孔。

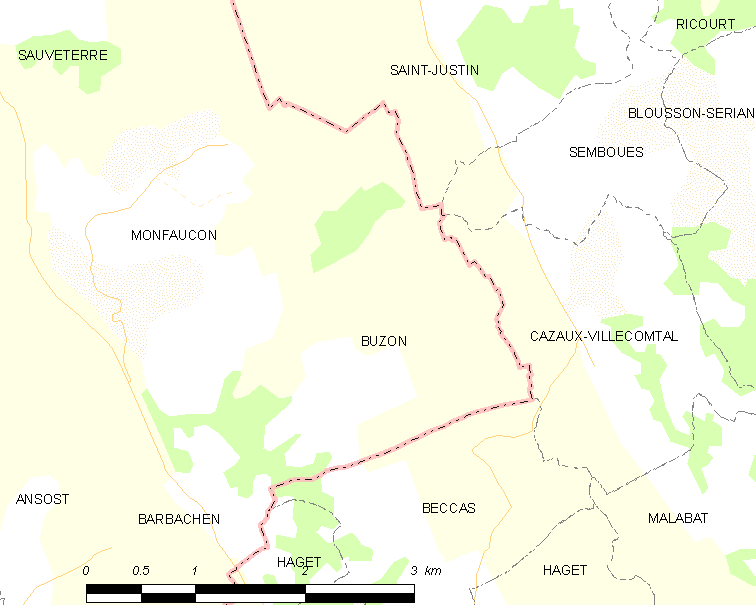
比宗的OSM定位图

比宗的时区为UTC+01:00、UTC+02:00（夏令时）。

## 行政
比宗的邮政编码为65140，INSEE市镇编码为65114。

## 政治
比宗所属的省级选区为阿杜尔河谷-吕斯唐-马迪拉奈县。

## 人口

1962-2008年间比宗人口变化图示

比宗于2022年1月1日时的人口数量为81人。